# Phaonia ningxiaensis
Phaonia ningxiaensis är en tvåvingeart som beskrevs av Ma och Zhao 1992. Phaonia ningxiaensis ingår i släktet Phaonia och familjen husflugor. Inga underarter finns listade i Catalogue of Life.